# パヴェル・アレクサンドロフ
パヴェル・アレクサンドロフ（ロシア語: Па́вел Серге́евич Алекса́ндров, ラテン文字転写: Pavel Sergeevich Aleksandrov, 1896年5月7日-1982年11月16日）は、ソビエト連邦の数学者。アレクサンドロフ拡大など位相幾何学における業績で知られている。

## 生涯
1896年5月7日、パヴェル・アレクサンドロフはボゴローツク、現在のモスクワ州ノギンスクで生まれた。彼が1歳のとき、一家は父の仕事の都合によりドニエプル川沿いの都市スモレンスクに引っ越した。彼は母からフランス語とドイツ語、音楽の教育を受け、グラマースクールに入学すると幾何学に関心をもった。彼を指導した数学教師はその才能に気づき、彼の進路に影響を与えることになった。この教師に憧れていたアレクサンドロフは、1913年にグラマースクールを卒業すると彼と同じ職業を目指してモスクワ大学に入学した。
入学してすぐ、アレクサンドロフは同郷の数学者ヴャチェスラフ・ステファノフと出会った。ステファノフはアレクサンドロフよりも7歳年上で既にモスクワ大学で働いていたが、自宅がスモレンスクという共通点がありアレクサンドロフを自宅に招くほど親しい間柄だったという。大学2年目、アレクサンドロフは帰国したばかりのニコライ・ルージンの講義を受講し、彼の生徒になった。1915年、アレクサンドロフは全ての不可算ボレル集合は完全集合を部分集合として含むことを証明した。この記述集合論における重要な基礎理論を証明したことはアレクサンドロフの数学者としての経歴において最初の重要な業績とされている。ルージンはこの成果を目にして彼に当時まだ未解決だった連続体仮説に挑戦してはどうかと勧めたという。だが、彼は連続体仮説を解くことができず、一旦は数学者としての道を断念した。
1917年に大学を卒業したアレクサンドロフは一時期モスクワを離れ、最初はノーウホロド＝シーヴェルシクィイで、次にチェルニコフに移って映画関連の仕事などをしていたが、1919年に当時チェルニコフを占領していた白軍によって短期間投獄された後、1920年にモスクワへと戻った。
スモレンスクの自宅に戻った彼はパベル・ウリゾーンと友人関係を築き、1921年にモスクワ大学の講師となった。1922年7月、アレクサンドロフはウリゾーンと共にモスクワ近郊のBolshevに滞在し、そこで位相幾何学の研究を始めた。1924年、2人は夏季休暇にドイツのボンを訪れ、1914年に『集合論基礎』を出版した数学者フェリックス・ハウスドルフに研究成果を見せると彼は2人の新しいアプローチを高く評価したという。2人はその年の8月、オランダの数学者ブラウワーに会った後フランスへ移動し、パリを訪問した後はフランスのブルターニュの漁村で夏季休暇を過ごしていた。だが8月17日、ウリソーンは海での水泳中に溺死してしまった。彼はその日の朝に新しい論文を書き始めたばかりだったという。1925年から1926年、アレクサンドロフはブラウワーの協力を得て友人の最後の論文を出版する準備を進めた。今日では2人の研究はハウスドルフらの先行研究を基に位相空間論の進歩に貢献したと評価されている。
1929年、アレクサンドロフはモスクワ大学の数学教授になり、1932年にはモスクワ数学会の会長になった。1935年、アレクサンドロフは友人のスイスの数学者ハインツ・ホップとの位相空間に関する共同研究の成果をまとめた著書『Topology』を出版した。1958年から1962年にかけては国際数学連合の副会長を務めた。
1986年11月16日、アレクサンドロフはモスクワで死去した。

## 主な受賞歴
- 1943年 - スターリン賞[1]
- レーニン勲章 計5回[1]
- 1969年 - コテニウス・メダル

## ルージン事件との関連
1936年、ソ連共産党の機関紙『プラウダ』に掲載された記事が発端となり、ルージンの名声は失墜し彼の存命中にその名誉が回復されることはなかった。このいわゆる「ルージン事件」は『プラウダ』の編集長レフ・メフリスとソ連共産党モスクワ委員会の科学部門の長エルンスト・コールマンが仕組んだものだった。このような政治弾圧自体はヨシフ・スターリン指導下のソ連ではよくある出来事にすぎなかったが、1999年のセルゲイ・セルゲーヴィチ・デミドフらの記事が発端となり、アレクサンドロフを筆頭としてルージンの担当学生だった数学者数人が関与していたことが判明した。
アレクサンドロフがサラトフ大学の学長G. K. Khvorostinに宛てた手紙が発見されており、その中で彼はルージンが卑劣な行為をしていると説明していた。Khvorostinはルージンを嫌っていたことが知られており、またソ連共産党の中央委員会に強力な伝手があったので、Khvorostinが共産党に手紙を提出して『プラウダ』の記事が書かれたのだと考えられている。